# Engin Korukır
Engin Korukır (* 19. Januar 1958 in Gölcük) ist ein ehemaliger türkischer Fußballspieler und heutiger -trainer.

## Spielerkarriere
Korukırs Spielerkarriere ist unvollständig dokumentiert. So ist bekannt, dass er u. a. für die Vereine Kocaelispor, Sakaryaspor, Ankara Sitespor und Darıca Gençlerbirliği.
Nachdem er Ende der 1980er Jahre erneut für Kocaelispor tätig gewesen war, wechselte er im Sommer 1990 zum Drittligisten Mustafakemalpaşaspor. Bei diesem Klub verweilte er zwei Spielzeiten lang und beendete anschließend seine Karriere.

## Trainerkarriere
Korukır startete seine Trainerkarriere im Oktober 1996 mit der Cheftrainerposition bei İzmitspor. Die nachfolgenden Jahre assistierte er verschiedenen Trainern als Co-Trainer und arbeitete zwischenzeitlich auch als Nachwuchstrainer.
Im Sommer 2004 übernahm er den Cheftrainerposten bei Kocaelispor. Anschließend trainierte er der Reihe nach noch Sarıyer SK und Mersin İdman Yurdu.
Ab Sommer 2006 arbeitete er als Co-Trainer bei Antalyaspor, Ankaraspor und anschließend wieder bei Antalyaspor.
Im März 2009 übernahm er den abstiegsbedrohten Verein Giresunspor und trainierte diesen Verein bis zum 32. Spieltag. Die nachfolgenden Jahre trainierte er mehrere TFF-1.-Lig- und TFF-2.-Lig-Vereine.
Zum Sommer 2012 ersetzte er beim Zweitligisten Çaykur Rizespor den zurückgetretenen Trainer Giray Bulak. Korukır arbeitete bereits in der Spielzeit 2003/04 als Co-Trainer bei dem Schwarzmeervertreter. Nachdem er mit seiner Mannschaft einen guten Start in die Saison erwischte und lange Zeit die Tabelle anführte, fing die Mannschaft an, Punkte zu verlieren. Nachdem man am 15. Spieltag gegen den Tabellenletzten 1:2 verlor, trat Korukır von seinem Amt zurück.
Ende Februar 2014 übernahm er den Zweitligisten Boluspor. Nachdem Korukır die Mannschaft erst zum 27. Spieltag übernommen hatte, wurde er nach der 1:4-Heimniederlage am 32. Spieltag gegen Karşıyaka SK entlassen.
Zur Saison 2014/15 wurde er beim Erstligaabsteiger MP Antalyaspor als neuer Cheftrainer vorgestellt.
Vor der Saison 2015/16 wurde er als neuer Chefcoach von Şanlıurfaspor vorgestellt und wurde hier nach vier Spieltagen entlassen. Im Februar 2016 folgte er bei Samsunspor auf den zurückgetretenen Cheftrainer Ümit Özat und arbeitete hier bis zum September 2016. Für die Saison 2017/18 wurde er beim neuen Zweitligisten Gaziantepspor als neuer Cheftrainer vorgestellt. Die Einstellung kam aber später nicht zustande.